# Strichelwaldsänger
Der Strichelwaldsänger (Setophaga pharetra, Syn.: Dendroica pharetra) ist ein kleiner Singvogel aus der Gattung der Baumwaldsänger (Setophaga) in der Familie der Waldsänger (Parulidae). Diese Art bildet mit dem Grauwaldsänger (Setophaga plumbea) und dem Puerto-Rico-Waldsänger (Setophaga angelae) eine Superspezies. Das Verbreitungsgebiet ist auf Jamaika beschränkt. Die IUCN listet die Art als „nicht gefährdet“ (least concern).

## Merkmale
Strichelwaldsänger erreichen eine Körperlänge von 12,5 Zentimetern. Die Flügellänge beträgt beim Männchen 6,1 bis 6,8 Zentimeter, beim Weibchen 5,9 bis 6,3 Zentimeter. Bei adulten Männchen sind Kopf und die vordere Oberseite einschließlich oberem Rücken und Schultern schwarz-weiß gestreift. Die Flügel sind schwärzlich mit grauen Federrändern und zwei schmalen weißen Flügelbinden. Der Rumpf ist gräulich, die Oberschwanzdecken sind olivgrau, der Schwanz ist schwärzlich mit schmalen olivgrauen Federrändern und die Unterschwanzdecken sind gräulich-braungelb. Das Unterseitengefieder ist weißlich mit pfeilspitzenförmigen schwarzen Binden auf der Kehle, der Brust, den gräulich verwaschenen Flanken und der Bauchpartie. Oft haben sie einen dunklen, matten Wangenstreif. Weibchen ähneln den Männchen, das Gefieder ist jedoch insgesamt stumpfer mit schwärzlich-grauen Streifen.

## Vorkommen, Ernährung und Fortpflanzung
Strichelwaldsänger bewohnen feuchte Wälder in allen Höhenlagen, in feuchten Wäldern des Flachlandes wird die Art jedoch wesentlich seltener als im Bergland und wohl nur außerhalb der Brutzeit beobachtet. Sie ernähren sich überwiegend von Insekten und weiteren Wirbellosen. Ihr schalenförmiges Nest legen sie gut versteckt in Bäumen oder Büschen an. Das Gelege umfasst zwei bis vier Eier. Die Brutzeit liegt hauptsächlich von März bis Juni, vereinzelt wird auch nach dem Oktoberregen im November gebrütet.